# Sundanina simplex
Sundanina simplex är en mångfotingart som först beskrevs av Jean-Henri Humbert 1866.  Sundanina simplex ingår i släktet Sundanina och familjen orangeridubbelfotingar. Inga underarter finns listade i Catalogue of Life.